# Perwomaika
Perwomaika (kasachisch Первомайка; russisch Первомайка) ist ein Dorf im Audan Astrachan, Gebiet Aqmola in Kasachstan.
Es liegt etwa 89 km westlich der Hauptstadt Astana und hat knapp 1388 Einwohner (2009).